# Nubische Wüste

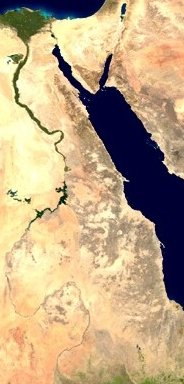
Nubische Wüste (im Süden), Arabische Wüste (im Norden)

Die Nubische Wüste liegt in Nordafrika und bildet die östlichste Teilwüste der Sahara. Sie befindet sich im nördlichen Sudan und erstreckt sich, im Westen an die Libysche Wüste angrenzend, vom Bereich des Nil bis zum Roten Meer.
Die Fortsetzung des ariden Trockengebiets nördlich des Nassersees in Ägypten zählt zur Arabischen Wüste. Im zentralen Bereich der Wüste um Wadi Halfa liegen die Niederschläge unter 5 mm im Jahresmittel und können jahre- oder jahrzehntelang völlig ausbleiben. Nilaufwärts nehmen die Niederschläge zu, in Dongola werden bereits 25 mm pro Jahr gemessen, die meist im August fallen. Weiter südlich in Khartum fallen bei ähnlich karger oder nicht vorhandener Vegetation in den Sommermonaten teilweise heftige Niederschläge. Am Roten Meer kann es im Bereich von Port Sudan auch in der trockenen und kühleren Jahreszeit im Winter zu Regenfällen kommen.
Im Gegensatz zur Libyschen Wüste gibt es kaum Sanddünen (Erg), sondern über weite Strecken ebene Sandflächen (Serir) unterhalb von 500 m Höhe, die von Geröll und einzelnen Inselbergen oder Bergketten aus verkrusteten und daher scharfkantigen, aber insgesamt brüchigen und erosionsanfälligen Sandsteinen durchsetzt werden. Der Untergrund besteht aus einem mesozoischen Sandsteinsockel. Das Gelände steigt vom Nil Richtung Osten an. Die höchsten Erhebungen befinden sich in einer parallel zum Roten Meer verlaufenden Bergkette und erreichen mit dem Berg Oda 2259 m Höhe. Es schließt sich ein Küstenvorland an, das sich von etwa 60 Kilometer Breite im Süden an der eritreischen Grenze zu einem 20 Kilometer breiten Streifen an der ägyptischen Grenze verschmälert und aus vegetationslosen Sand- und Tonböden besteht.
In der Nubischen Wüste sind keine Oasen und nur wenige Wasserstellen vorhanden. Zum Bau und Betrieb der Eisenbahn zwischen Wadi Halfa und Abu Hamad wurden einige Tiefbrunnen gebohrt.

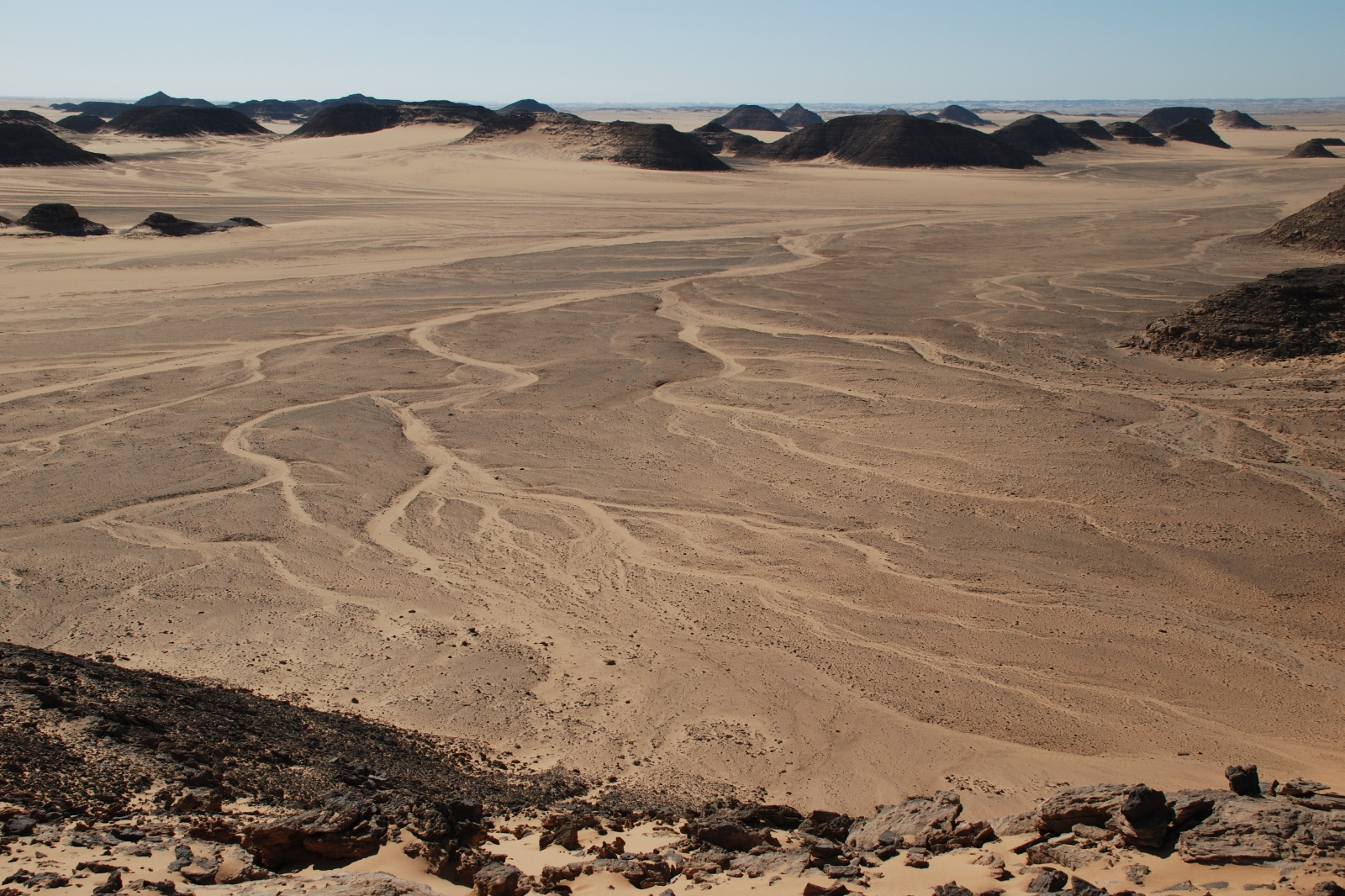
Auch im trockensten Teil der Wüste hat es irgendwann geregnet. Von Sturzwasser geformte Rinnen werden wegen des festen Sandbodens nicht durch den Wind verweht. Östlich von Wadi Halfa
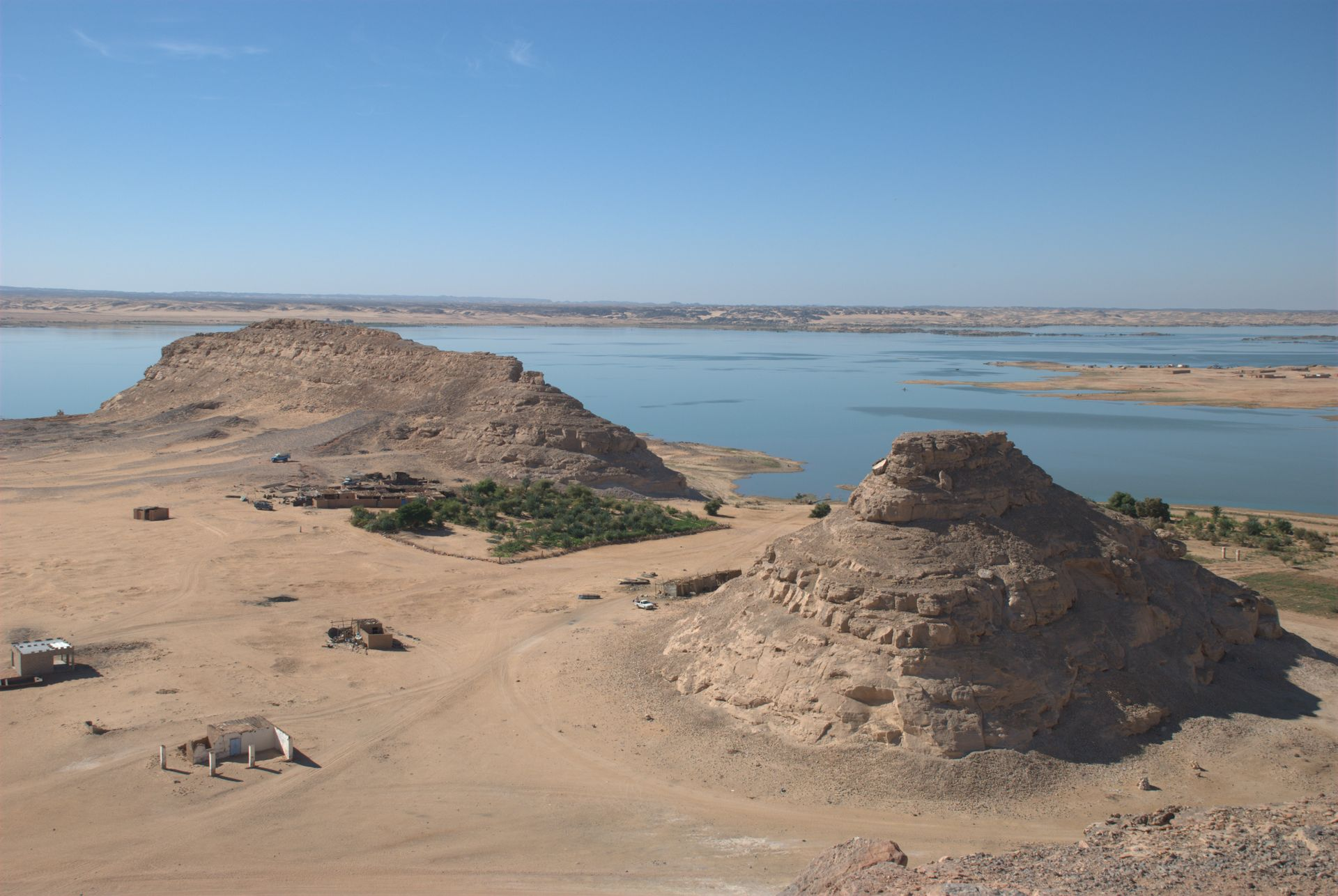
Inselberge und der zum Nubia-See aufgestaute Nil. Blick von Wadi Halfa nach Westen. Der See liegt etwa in der Mitte der Satellitenaufnahme